# Калинин (Багаевский район)
Кали́нин — хутор в Багаевском районе Ростовской области.
Входит в состав Ажиновского сельского поселения.

## География
Расположен в 30 км (по дорогам) восточнее районного центра — станицы Багаевской.
Северо-восточнее хутора находится точка пересечения границ трёх районов области: Багаевского, Семикаракорского и Веселовского.

## Население
| 1989 | 2002 | 2010 |
| ---- | ---- | ---- |
| 283  | ↘279 | →279 |

## Улицы
На хуторе имеются две улицы: переулок Короткий и улица Широкая.